# Lãnh thổ Tây Thái Bình Dương thuộc Anh
Lãnh thổ Tây Thái Bình Dương thuộc Anh (tiếng Anh: British Western Pacific Territories, viết tắt: BWPT) là một thực thể thuộc địa được thành lập vào năm 1877 để quản lý một loạt đảo Thái Bình Dương ở châu Đại Dương dưới quyền của một đại diện duy nhất của Vương quốc Anh, được gọi là Cao ủy Tây Thái Bình Dương. Ngoại trừ Fiji và Quần đảo Solomon, hầu hết các khu vực khác trong thuộc địa đều tương đối nhỏ.

## Các nhóm đảo
- Quần đảo Gilbert và Ellice (1892–1971) – hiện là một vùng độc lập, tương ứng với Kiribati (ở Micronesia) và Tuvalu (ở Polynesia)

### Ở Polynesia
- Quần đảo Canton và Enderbury (1939–1971) – hiện là một phần của Kiribati
- Quần đảo Cook (1893 – 1901) – 15 đảo nhỏ, hiện là một nền dân chủ nghị viện tự trị liên kết tự do với New Zealand
- Đảo Savage, còn được gọi là "Rock of Polynesia" (1900–1901) – hiện là Niue, một quốc gia tự trị liên kết tự do với New Zealand
- Quần đảo Phoenix (đến 1939) – tám đảo san hô gần như không có người ở, hiện là một phần của Kiribati
- Quần đảo Pitcairn (1898–1952) – hiện là lãnh thổ hải ngoại của Anh
- Tonga (1900–1952) – một vương quốc bản địa và là quốc gia được bảo hộ, độc lập từ năm 1970
- Quần đảo Union (1877–1926, chính thức đến 1948) – nay là Tokelau, một lãnh thổ phụ thuộc của New Zealand

### Ở Micronesia
- Nauru (Đảo Pleasant)[1][2] 1914 – 1921 (Sau Thế chiến thứ nhất, Nauru trở thành Lãnh thổ ủy trị Hội Quốc Liên, do Úc quản lý; năm 1947, Hội đồng Quản thác Liên Hợp Quốc đã được Liên Hợp Quốc phê chuẩn; quốc gia này giành được độc lập năm 1968

### Ở Melanesia
- Fiji (1877–1970) – hiện đang độc lập
- Quần đảo Solomon thuộc Anh (1893–1971) – nay độc lập với tên gọi Quần đảo Solomon
- Tân Hebrides (1906 – 1971), một thuộc địa chia sẻ Pháp-Anh – hiện là Vanuatu độc lập